# Дуелянти (фільм, 1977)

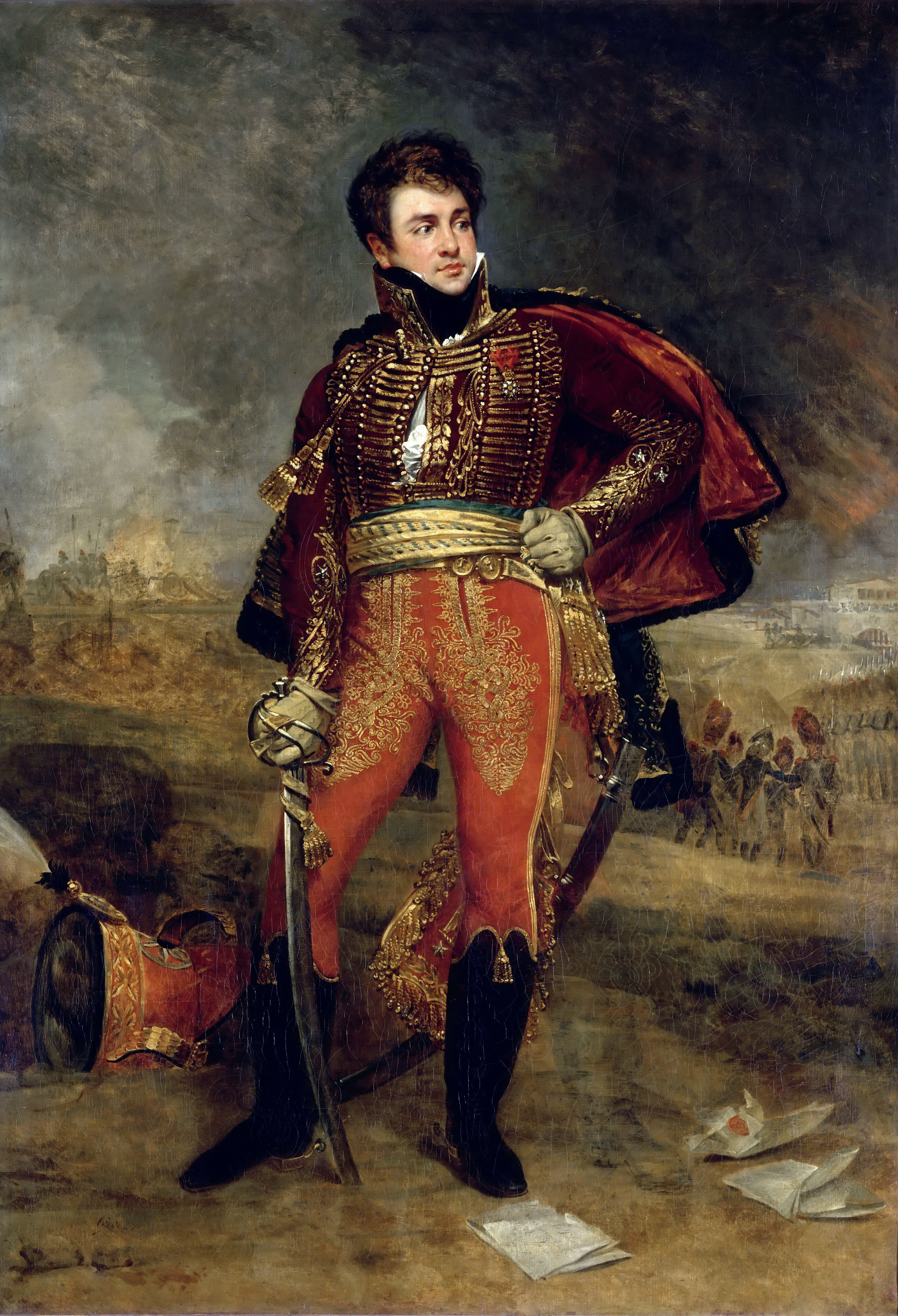
Генерал граф Фурньє Сарльовез,
реальний прототип для Феро

«Дуелянти» (англ. The Duellists) — британська історична кінодрама 1977 року режисера сера Рідлі Скота на основі короткого оповідання Джозефа Конрада «Дуель». У 1977 році був найкращим дебютним фільмом на Канському кінофестивалі. Знімання фільму відбувалося в місті Сарла та його околицях (замок Коммарк).

## Сюжет
Дія фільму відбувається у час наполеонівських воєн. Коли молодий офіцер Арман Дюбер (Кіт Керадейн) прибуває, щоб повідомити, теж молодому гусарові, Габріелеві Феро (Гарві Кейтель) про його домашній арешт, між ними виникає непри́язнь, яка закінчується дуеллю. Поранений Дюбер вважає, що конфлікт вичерпаний, але Феро бажає наступного поєдинку. Це триває протягом майже 16 років. За час воєн офіцери стають генералами, але дуелі тривають і надалі. Чи буде цьому кінець?

## Ролі виконують
- Кіт Керадейн — Арман Дюбер,
- Гарві Кейтель — Габріель Феро,
- Альберт Фінні — Жозеф Фуше, міністр поліції,
- Едвард Фокс — Пертлі, бонапартистський агент,
- Христина Рейнс[en] — Адель, пізніше дружина Дюбера,
- Роберт Стівенс[en] — бригадний генерал Треярд[fr],
- Том Конті — доктор Жакін, армійський хірург,
- Г'ю Фрейзер — офіцер,
- Стейсі Кіч — голос за кадром.

## Навколо фільму
- Основою для фільму було оповідання Джозефа Конрада опубліковане вперше в 1908 році, у якому описана реальна історія про двох французьких офіцерів гусарів, які регулярно билися на дуелях під час правління Наполеона Бонапарта.

## Нагороди
- 1977 Премія Каннського кінофестивалю
  - приз журі за найкращий перший повнометражний фільм — Рідлі Скот
- 1978 Премія Давида ді Донателло
  - найкращому іноземному режисеру — Рідлі Скот